# Melanéz fecskeseregély
A melanéz fecskeseregély (Artamus insignis) a madarak (Aves) osztályának a verébalakúak (Passeriformes) rendjéhez, ezen belül a fecskeseregély-félék (Artamidae) családjához tartozó faj.

## Előfordulása
Pápua Új-Guinea területén honos.

## Külső hivatkozás
- Képek az interneten a fajról